# Route nationale 156
Die N156 war eine französische Nationalstraße, die 1824 zwischen Blois und Châteauroux festgelegt wurde. Sie geht zurück auf die Route impériale 176. Ihre Gesamtlänge betrug 96 Kilometer. 1973 erfolgte die komplette Abstufung. 1978 entstand aus einem Stück der N104 im Stadtgebiet von Ales als Verbindung zwischen der N104 und N106 eine neue N156. Diese wurde 1981 abgestuft. Ein weiteres Mal wurde die Nummer für die Straße zwischen dem Ende der N157 am Rocade de Rennes und der Innenstadt Rennes verwendet, welche von der N157 stammte. Diese ist seit 2006 Kommunalstraße.